# أبو موسى بن عبد الغني المقدسي
أبو موسى بن عبد الغني المقدسي هو جمال الدين أبو موسى عبد الله بن عبد الغني بن عبد الواحد بن علي بن سرور الجمَاعيلي المقدسي ثم الدمشقي الصالحي الحنبلي. ولد في شوال 581 وتوفي في رمضان 629. والده هو الحافظ عبد الغني المقدسي.

## حياته العلمية
رحل مع أخيه عز الدين محمد إلى أصبهان وبغداد ونيسابور ومصر، وسمع الحديث على كبار علمائها، وتتلمذ على يد والده، وأخذ الفقه عن الموفق ابن قدامة، والنحو عن أبي البقاء العكبري، وقرأ القرآن على عمه العماد المقدسي، واشتغل بالفقه والحديث.
كان على علاقة بالملك الصالح عماد الدين إسماعيل. وبنى الملك الأشرف موسى دار الحديث الأشرفية بسفح قاسيون، وجعله شيخاً لها وقرر له جعلاً، إلا أن أبا موسى توفي قبل اكتمال بنائها.

## شيوخه
- عبد الغني المقدسي والده.
- ابن كليب الحراني.
- ابن الجوزي.
- بركات بن إبراهيم الخشوعي.
- أبو البقاء العكبري.

## تلاميذه
- ضياء الدين المقدسي.
- المنذري.

## وفاته
توفي أبو موسى في بستان ابن شكر عند الصالح عماد الدين إسماعيل، وهو الذي كفنه. ذكر المنذري أنه توفي في 4 رمضان 629، ودفن من الغد بجبل قاسيون. بينما ذكر ضياء الدين المقدسي أنه توفي في 5 رمضان.